# Doassansiales
De Doassansiales vormen een orde van Exobasidiomycetes uit de subklasse van de Exobasidiomycetidae. Er zijn 44 soorten bekend die tot deze orde behoren.

## Taxonomie
De taxonomische indeling van de Doassansiales is als volgt:
Orde: Doassansiales
- Familie: Doassansiaceae
- Familie: Melaniellaceae
- Familie: Rhamphosporaceae